# Niezłomny (film 2014)
Niezłomny (ang. Unbroken) – amerykański film fabularny z 2014 roku.
Film jest adaptacją bestsellerowej książki Laury Hillenbrand pt. Niezłomny, której bohaterem jest Louis Zamperini.

## Fabuła
Druga wojna światowa, Pacyfik. Louis „Louie” Zamperini leci jako bombardier w amerykańskim B-24. Podczas jednej z misji jego samolot awaryjnie ląduje na wodzie, a część załogi dostaje się do japońskiej niewoli. Obóz jeniecki, do którego trafia Zamperini, jest kierowany przez sadystycznego sierżanta Mutsuhiro Watanabe. Po dwóch latach obóz zostaje wyzwolony przez wojska amerykańskie.
W filmie pokazane są też momenty z dzieciństwa Zamperiniego oraz fragmenty jego startów na zawodach (Zamperini był biegaczem, głównie na 1 milę i 5000m) m.in. na Igrzyskach Olimpijskich w 1936 roku.

## Obsada
- Jack O’Connell jako Louis Zamperini
- Domhnall Gleeson jako Russell „Phil” Phillips
- Alex Russell jako Pete Zamperini
- Garrett Hedlund jako John Fitzgerald
- Jai Courtney jako Hugh Cup Cuppernell
- Finn Wittrock jako Francis Mac McNamara
- John Magaro jako Frank A. Tinker
- Miyavi jako Mutsuhiro „The Bird” Watanabe

## Nagrody i nominacje
- Hollywood Film Awards 2014: Nagroda dla Jack O’Connell, New Hollywood Award za rolę Louis Zamperini
- National Board of Review 2014: Nagroda dla Jack O’Connell za Najlepszy Debiut Aktorski

- 87. ceremonia wręczenia Oscarów, 2015:
  - Nominacja w kategorii: Najlepsze zdjęcia dla Roger Deakins
  - Nominacja w kategorii: Najlepszy montaż dźwięku dla Jon Taylor, Frank A. Montaño i dla Davida Lee
  - Nominacja w kategorii: Najlepszy dźwięk dla Becky Sullivan i dla Andrew DeCristofaro

## Popularność
Box office: 131,9 milionów dolarów.
W głosowaniu na forum internetowego serwisu Movie Database film zdobył 7,2 na 10 gwiazdek.